# Kia Kue
O Kue é um automóvel conceitual apresentado pela Kia Motors no NAIAS 2002.